# Bernard King
Bernard King (Brooklyn, 4 dicembre 1956) è un ex cestista statunitense, professionista nella NBA.
È il fratello di Albert King.
Ha giocato 14 stagioni con le squadre dei New Jersey Nets, Utah Jazz, Golden State Warriors, New York Knicks e Washington Bullets.
Dal 2013 fa parte del Naismith Memorial Basketball Hall of Fame.

## Carriera NBA
Bernard King frequentò il college all'Università del Tennessee e fu selezionato con la settima scelta al Draft NBA 1977 dai New York Nets, che qualche mese dopo si trasferirono da Uniondale al New Jersey e divennero i New Jersey Nets.
Nel 1977-78, la sua stagione da rookie, ha stabilito un record di franchigia dei Nets come miglior marcatore in una stagione con 1.909, a 24,2 punti per partita. In seguito avrebbe superato questo record con la sua stagione di 2.027 punti nel 1983-84, guadagnando la prima delle sue selezioni consecutive dell'All-NBA First Team.

### Utah Jazz
King ha giocato per gli Utah Jazz nella stagione 1979-80 e ha segnato in media 9,3 punti in 19 partite.

### Golden State Warriors
I Jazz scambiarono King con i Golden State Warriors prima della stagione 1980-81 . Nei suoi due anni a Golden State, ha segnato in media 21,9 punti a partita nel suo primo anno giocando insieme a giocatori come World B. Free, Joe Barry Carroll e Clifford Ray e 23,2 punti a partita nel suo secondo anno. Poco prima dell'inizio della stagione 1982-83 fu scambiato con i New York Knicks in cambio di Micheal Ray Richardson.

### New York Knicks
Durante un viaggio in Texas il 31 gennaio e il 1º febbraio 1984, King fece la storia diventando il primo giocatore dopo Rick Barry nel 1967 a segnare almeno 50 punti in partite consecutive. Ha segnato 50 punti, con 20 su 30 tiri, con 10 tiri liberi in una vittoria di 117-113 dei Knicks contro i San Antonio Spurs il 31 gennaio. King ha poi seguito questa prestazione con un'altra da 50 punti a Dallas, stabilendo il record della Reunion Arena. Ha segnato 11 punti sia nel primo che nel secondo quarto e 14 punti sia nel terzo che nel quarto quarto. Su King furono commessi 13 falli, incluso Mark Aguirre, che uscì per falli. King ha tirato con 20 su 28 dal campo e 10 tiri liberi nella vittoria 105-98 sui Mavericks.
La stagione successiva, il giorno di Natale del 1984, King segnò 60 punti in una partita poi persa, diventando così il decimo giocatore nella storia della NBA a segnare 60 o più punti in una singola partita. King ha segnato 40 punti a metà tempo e ha terminato la partita con 19 su 30 tiri dal campo e 22 su 26 dalla linea di tiro libero.
Al culmine della sua carriera, tuttavia, King subì un infortunio alla gamba destra mentre cercava di stoppare una schiacciata di Reggie Theus a Kansas City. Il trauma del 23 marzo 1985, che includeva un legamento crociato anteriore strappato, una cartilagine del ginocchio strappata e un osso della gamba rotto, richiese una ricostruzione importante, facendo perdere a King tutta la stagione 1985-86.
Lontano dai riflettori dei media, King tornò in forma. Ma nonostante avesse fatto una media di 22,7 punti a partita durante le sue prime sei partite, non aveva recuperato ancora la sua esplosività pre-infortunio ed così non fu trattenuto dai Knicks alla fine della stagione 1986-87.

### Washington Bullets
La stagione 1987-88 consolidò il suo ritorno con i Washington Bullets, con i quali fece tre stagioni consecutive da 20 punti e più, raggiungendo il picco a 28,4 all'età di 34 anni nel 1990-91.

### New Jersey Nets
Dopo una pausa di un anno e mezzo, King è tornato per 32 partite con i New Jersey Nets alla fine della stagione 1992-93, quando i problemi al ginocchio lo hanno costretto a ritirarsi definitivamente dalla NBA.

## Statistiche

### NBA

#### Regular Season
| Anno      | Squadra            | PG  | PT  | MP   | TC%  | 3P%  | TL%  | RP  | AP  | PRP | SP  | PP    |
| --------- | ------------------ | --- | --- | ---- | ---- | ---- | ---- | --- | --- | --- | --- | ----- |
| 1977-1978 | N.J. Nets          | 79  | -   | 39,1 | 47,9 | -    | 67,7 | 9,5 | 2,4 | 1,5 | 0,5 | 24,2  |
| 1978-1979 | N.J. Nets          | 82* | -   | 34,9 | 52,2 | -    | 56,4 | 8,2 | 3,6 | 1,4 | 0,5 | 21,6  |
| 1979-1980 | Utah Jazz          | 19  | -   | 22,1 | 51,8 | -    | 54,0 | 4,6 | 2,7 | 0,4 | 0,2 | 9,3   |
| 1980-1981 | G.S. Warriors      | 81  | -   | 36,0 | 58,8 | 33,3 | 70,3 | 6,8 | 3,5 | 0,9 | 0,4 | 21,9  |
| 1981-1982 | G.S. Warriors      | 79  | 77  | 36,2 | 56,6 | 20,0 | 70,5 | 5,9 | 3,6 | 1,0 | 0,3 | 23,2  |
| 1982-1983 | N.Y. Knicks        | 68  | 68  | 32,5 | 52,8 | 0,0  | 72,2 | 4,8 | 2,9 | 1,3 | 0,2 | 21,9  |
| 1983-1984 | N.Y. Knicks        | 77  | 76  | 34,6 | 57,2 | 0,0  | 77,9 | 5,1 | 2,1 | 1,0 | 0,2 | 26,3  |
| 1984-1985 | N.Y. Knicks        | 55  | 55  | 37,5 | 53,0 | 10,0 | 77,2 | 5,8 | 3,7 | 1,3 | 0,3 | 32,9* |
| 1986-1987 | N.Y. Knicks        | 6   | 4   | 35,7 | 49,5 | -    | 74,4 | 5,3 | 3,2 | 0,3 | 0,0 | 22,7  |
| 1987-1988 | Washington Bullets | 69  | 38  | 29,6 | 50,1 | 16,7 | 76,2 | 4,1 | 2,8 | 0,7 | 0,1 | 17,2  |
| 1988-1989 | Washington Bullets | 81  | 81  | 31,6 | 47,7 | 16,7 | 81,9 | 4,7 | 3,6 | 0,8 | 0,2 | 20,7  |
| 1989-1990 | Washington Bullets | 82* | 82  | 32,8 | 48,7 | 13,0 | 80,3 | 4,9 | 4,6 | 0,6 | 0,1 | 22,4  |
| 1990-1991 | Washington Bullets | 64  | 64  | 37,5 | 47,2 | 21,6 | 79,0 | 5,0 | 4,6 | 0,9 | 0,3 | 28,4  |
| 1992-1993 | N.J. Nets          | 32  | 2   | 13,4 | 51,4 | 28,6 | 68,4 | 2,4 | 0,6 | 0,3 | 0,1 | 7,0   |
| Carriera  | Carriera           | 874 | 547 | 33,7 | 51,8 | -    | 73,0 | 5,8 | 3,3 | 1,0 | 0,3 | 22,5  |

#### Playoffs
| Anno     | Squadra            | PG | PT | MP   | TC%  | 3P%  | TL%  | RP  | AP  | PRP | SP  | PP    |
| -------- | ------------------ | -- | -- | ---- | ---- | ---- | ---- | --- | --- | --- | --- | ----- |
| 1979     | N.J. Nets          | 2  | -  | 40,5 | 50,0 | -    | 41,7 | 5,5 | 3,5 | 2,0 | 0,0 | 26,0  |
| 1983     | N.Y. Knicks        | 6  | -  | 30,7 | 57,7 | 33,3 | 80,0 | 4,0 | 2,2 | 0,3 | 0,0 | 23,5  |
| 1984     | N.Y. Knicks        | 12 | -  | 39,8 | 57,4 | 0,0  | 75,6 | 6,2 | 3,0 | 1,2 | 0,5 | 34,8* |
| 1988     | Washington Bullets | 5  | 4  | 33,6 | 49,1 | -    | 81,0 | 2,2 | 1,8 | 0,6 | 0,0 | 13,8  |
| 1993     | N.J. Nets          | 3  | 1  | 8,0  | 57,1 | -    | -    | 0,3 | 0,0 | 0,3 | 0,0 | 2,7   |
| Carriera | Carriera           | 28 | 5  | 33,4 | 55,9 | 25,0 | 72,9 | 4,3 | 2,3 | 0,9 | 0,2 | 24,5  |

## Televisione
Serie TV Miami Vice, stagione 2,episodio 18 "The Fix" ("Una Partita per papà") (1986)

## Palmarès
- NCAA AP All-America First Team (1977)
- NCAA AP All-America Third Team (1976)
- NBA All-Rookie First Team (1978)
- All-NBA Team: 4

First Team: 1984, 1985
Second Team: 1982
Third Team: 1991
- NBA All-Star Game: 4

1982, 1984, 1985, 1991
- Miglior marcatore NBA (1985)